# Cyndi Lauper
Cynthia Ann Stephanie "Cyndi" Lauper (sinh ngày 22 tháng 6 năm 1953) là nữ ca sĩ từng đoạt giải Grammy, nhạc sĩ, diễn viên và người vận động cho quyền LGBT người Mỹ. Cô bắt đầu xây dựng tên tuổi của mình vào giữa thập niên 1980 với album đầu tiên She's So Unusual và trở thành nghệ sĩ đầu tiên trong lịch sử có 4 đĩa đơn lọt vào tốp 5 phát hành trong cùng một album - "Girls Just Want to Have Fun", "Time After Time", "She Bop", và "All Through the Night". Thành công này đã giúp cô giành Giải Nghệ sĩ mới xuất sắc nhất trong lễ trao giải Grammy năm 1985.
Lauper đã phát hành 11 album và trên 40 đĩa đơn, bán được hơn 25 triệu album và đĩa đơn trên toàn thế giới. Cô tiếp tục lưu diễn vòng quanh thế giới, đồng thời đấu tranh vì nhân quyền.

## Album phòng thu
- 1983: She's So Unusual
- 1986: True Colors
- 1989: A Night to Remember
- 1993: Hat Full of Stars
- 1994: Twelve Deadly Cyns...and Then Some
- 1996: Sisters of Avalon
- 1998: Merry Christmas...Have a Nice Life
- 2001: Shine
- 2003: At Last
- 2005: The Body Acoustic
- 2008: Bring Ya to the Brink

## Lưu diễn
- 1984—1985: The Fun Tour
- 1986—1987: True Colors World Tour
- 1989: A Night to Remember World Tour
- 1993—1994: Hat Full of Stars Tour
- 1994—1995: Twelve Deadly Cyns World Tour
- 1996—1997: Sisters of Avalon Tour
- 1999: Do You Believe? Tour (ủng hộ Cher)
- 2001: The Shine Tour
- 2002: Living Proof: The Farewell Tour (ủng hộ Cher)
- 2003—2004: The At Last World Tour
- 2005—2006: The Body Acoustic Tour
- tháng 6 năm 2007: True Colors Tour
- Tháng 2-3 2008: Australian Tour
- Tháng 6 2008: True Colors Tour